# Daniela Caurea
Daniela Ecaterina Caurea (n. 7 iulie 1951, Târgu Ocna — d. 4 martie 1977, București) a fost o poetă română.

## Biografia
Născută în Târgu Ocna, Caurea urmează studiile primare, gimnaziale și liceale în orașul natal, absolvind în 1970 cursurile Liceului Teoretic Târgu Ocna, secția umanistă, ca șefă de promoție.
În anul 1970 este admisă prin concurs la Facultatea de Litere a Universității Alexandru Ioan Cuza din Iași, secția latină-greacă, de unde se transferă la secția română-engleză.
Din anul al II-lea se mută la București, ca urmare a căsătoriei sale cu poetul Ion Crânguleanu. Își termină studiile universitare în anul 1974, ca șefă de promoție.
După absolvirea facultății se angajează în cadrul Academiei de Științe Social-Politice Ștefan Gheorghiu ca profesor și traducător, lucrând în paralel și ca profesor la un liceu bucureștean.
Moare în urma cutremurului din martie 1977. Post-mortem, îi este acordat titlul de Cetățean de onoare al orașului Târgu Ocna, prin Hotărârea Consiliului Local nr. 20/8 aprilie 1999.

## Operă

### Antume
- Primejdii lirice, Editura Junimea, Iași, 1973
- Cartea anotimpurilor, Editura Ion Creangă, București. 1976

### Postume
- Adalbert Ignotus, Editura Junimea, Iași, 1977
- Văzduhul de cuvinte, Editura Eminescu, București, 1979

## Eponime
Lista de mai jos cuprinde itemi ale căror nume au fost date în cinstea poetei:
- Strada Daniela Caurea din Târgu Ocna
- Biblioteca Daniela-Ecaterina Caurea din cadrul Colegiului Național Costache Negri din Târgu Ocna